# Yaquinaia microrhynchus
Yaquinaia microrhynchus är en plattmaskart som beskrevs av Schockaert och Tor Karling 1970. Yaquinaia microrhynchus ingår i släktet Yaquinaia och familjen Polycystididae. Inga underarter finns listade i Catalogue of Life.